# Südafrikanische Badmintonmeisterschaft 1962
Die Südafrikanische Badmintonmeisterschaft 1962 fand in Bulawayo statt. Es war die 12. Austragung der nationalen Titelkämpfe im Badminton in Südafrika.

## Titelträger
| Disziplin    | Sieger                      |
| ------------ | --------------------------- |
| Herreneinzel | David Powell                |
| Dameneinzel  | M. D. Flynn                 |
| Herrendoppel | Alan Parsons David Powell   |
| Damendoppel  | Florrie Kennedy J. Monteath |
| Mixed        | Alan Parsons J. Monteath    |